# Cimetière juif de Varsovie
Le cimetière juif de Varsovie, près du ghetto et à côté du cimetière protestant, est un des plus grands cimetières juifs d'Europe.

## Histoire
Il est mis en service en 1806,.

## Personnalités célèbres enterrées dans ce cimetière
Quelques citoyens juifs éminents enterrés au cimetière :
- Samuel Adalberg (1868-1939), parémiologiste, fonctionnaire de l'État polonais et avocat pour les Juifs assimilés.
- Hersz Berliński (1908-1944), insurgé.
- Mathias Bersohn (1823-1908), archéologue
- Adam Czerniaków (1880-1942), ingénieur et homme politique, président du Judenrat de Varsovie
- Jacob Dinezon (1852-1919), écrivain
- Marek Edelman (1919-2009), cardiologue et militant socialiste
- Esther R. Kaminska (1870-1925), comédienne
- Janusz Korczak (1878-1942), pédiatre, éducateur, écrivain, poète - victime de la Shoah, c'est un tombeau symbolique
- Samuel Orgelbrand (1810-1868), éditeur
- Isaac Leib Peretz (1852–1915), écrivain
- Michał Rozenfeld (1916-1943), résistant juif polonais, combattant dans l’insurrection du ghetto de Varsovie
- Haïm Soloveitchik (1853-1918), rabbin et savant talmudique perçu comme le fondateur de l'approche populaire « Brisk » (ou méthode Brisker par opposition à l'approche holistique) vis-à-vis de l'étude talmudique du judaïsme
- Hipolit Wawelberg (1844-1901), banquier
- Lucjan Wolanowski (1920-2006), écrivain
- Louis-Lazare Zamenhof (1859-1917), médecin et inventeur de la langue espéranto